# 埃爾多拉多 (堪薩斯州)
埃爾多拉多（英語：El Dorado）是一個位於美国堪薩斯州巴特勒縣的城市。同時該地也是巴特勒縣的縣治。

## 地方資料
埃爾多拉多的座標為37°49′16″N 96°51′30″W / 37.82111°N 96.85833°W，而該地的海拔高度為409米（即1342英尺）。根據2010年美國人口普查，該地共人口12870人，而該地的面積約為23.82平方千米。